# Stenobothrus minor
Stenobothrus minor är en insektsart som beskrevs av Tokuichi Shiraki 1910. Stenobothrus minor ingår i släktet Stenobothrus och familjen gräshoppor. Inga underarter finns listade i Catalogue of Life.